# Uralski (Swerdlowsk)
Uralski (russisch Ура́льский) ist eine „geschlossene“ Siedlung städtischen Typs in der Oblast Swerdlowsk in Russland mit 2444 Einwohnern (Stand 14. Oktober 2010).

## Geographie
Der Ort liegt östlich des Ural etwa 35 km Luftlinie südöstlich des Oblastverwaltungszentrums Jekaterinburg, gut 5 km vom linken Ufer der Isset entfernt.
Uralski bildet als dessen einzige Ortschaft einen gleichnamigen Stadtkreis an der Grenze zwischen den Stadtkreisen Syssert (westlich) und Belojarski (östlich).

## Geschichte
Der Ort entstand 1960 als Militärsiedlung bei einem Standort der Strategischen Raketentruppen der Sowjetunion und erhielt den Tarnnamen Kossulino-1, mit Bezug zur 8 km nördlich bei der Siedlung Werchneje Dubrowo gelegenen Bahnstation Kossulino;  in Karten war sie auch als Chrisolitowy verzeichnet, nach einer 2 km westlich gelegenen Bahnstation. Mit Beschluss vom 4. Januar 1994 wurde die Siedlung zu einem Geschlossenen administrativ-territorialen Gebilde (SATO) unter heutigem Namen erklärt. Seit 13. Juni 1995 besitzt es eine eigenständige, rajonunabhängige Verwaltung, seit 1. Januar 2006 mit dem Status eines Stadtkreises.

### Bevölkerungsentwicklung
| Jahr | Einwohner |
| ---- | --------- |
| 2002 | 2311      |
| 2010 | 2444      |

Anmerkung: Volkszählungsdaten

## Verkehr
Knapp 3 km nördlich von Uralski führt die föderale Fernstraße R354 nach Kurgan vorbei, die 7 km nordwestlich bei Werchneje Dubrowo von der R351 (Teil der Europastraße 22) von Jekaterinburg nach Tjumen abzweigt.
Westlich der Siedlung liegt die nächstgelegene Bahnstation Chrisolitowy bei Kilometer 34 der 1933 eröffneten und seit 1972 elektrifizierten Strecke Jekaterinburg – Kurgan.